# Obon

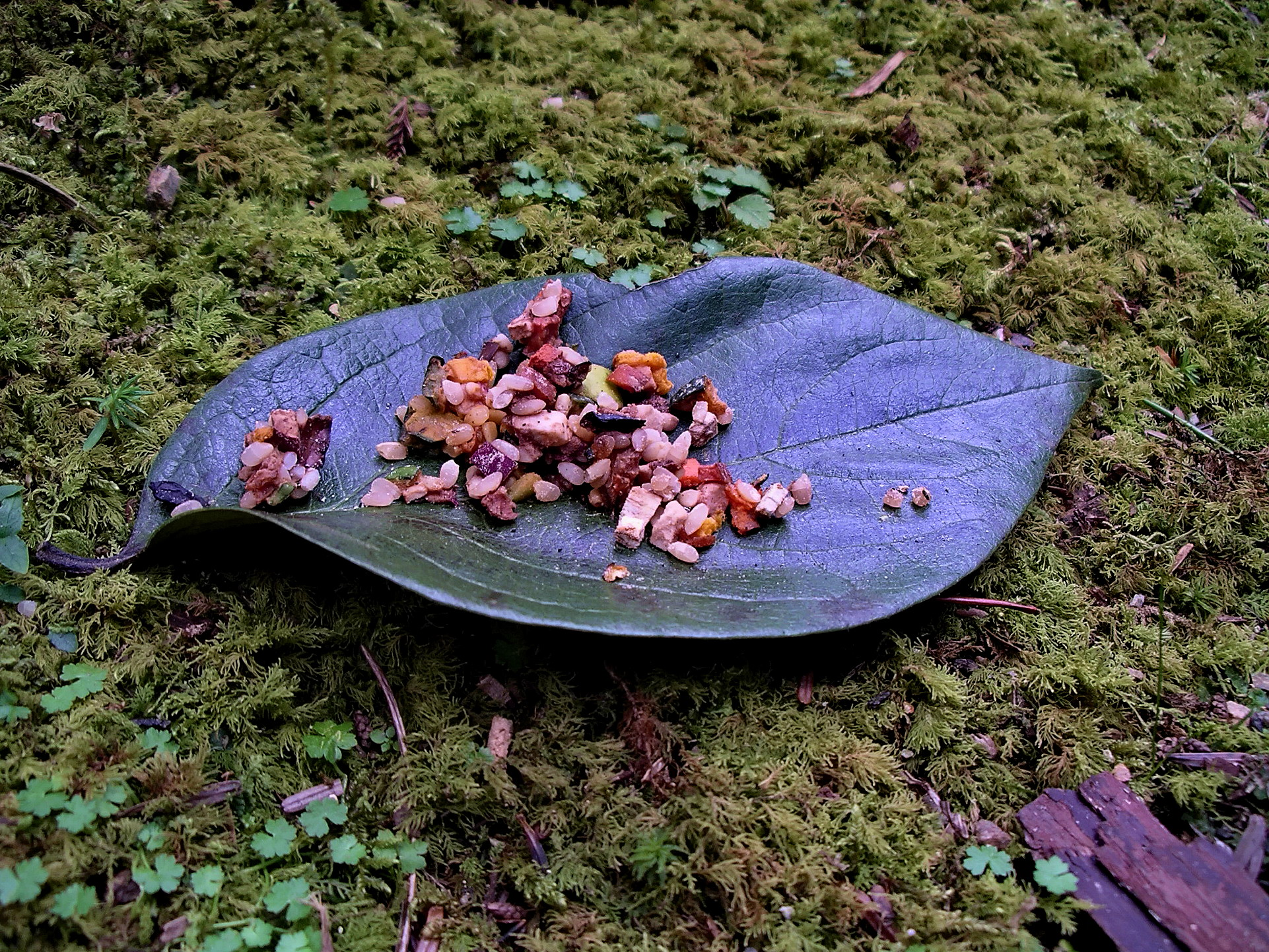
Una ofrena per a la cerimònia de l'Obon

L'Obon (お盆) o, simplement, Bon (盆) és una tradició budista japonesa establerta per honorar els esperits dels ancestres difunts d'aquells que hi participen.